# 拉西斯特納
33°32′6″S 70°39′51″W / 33.53500°S 70.66417°W

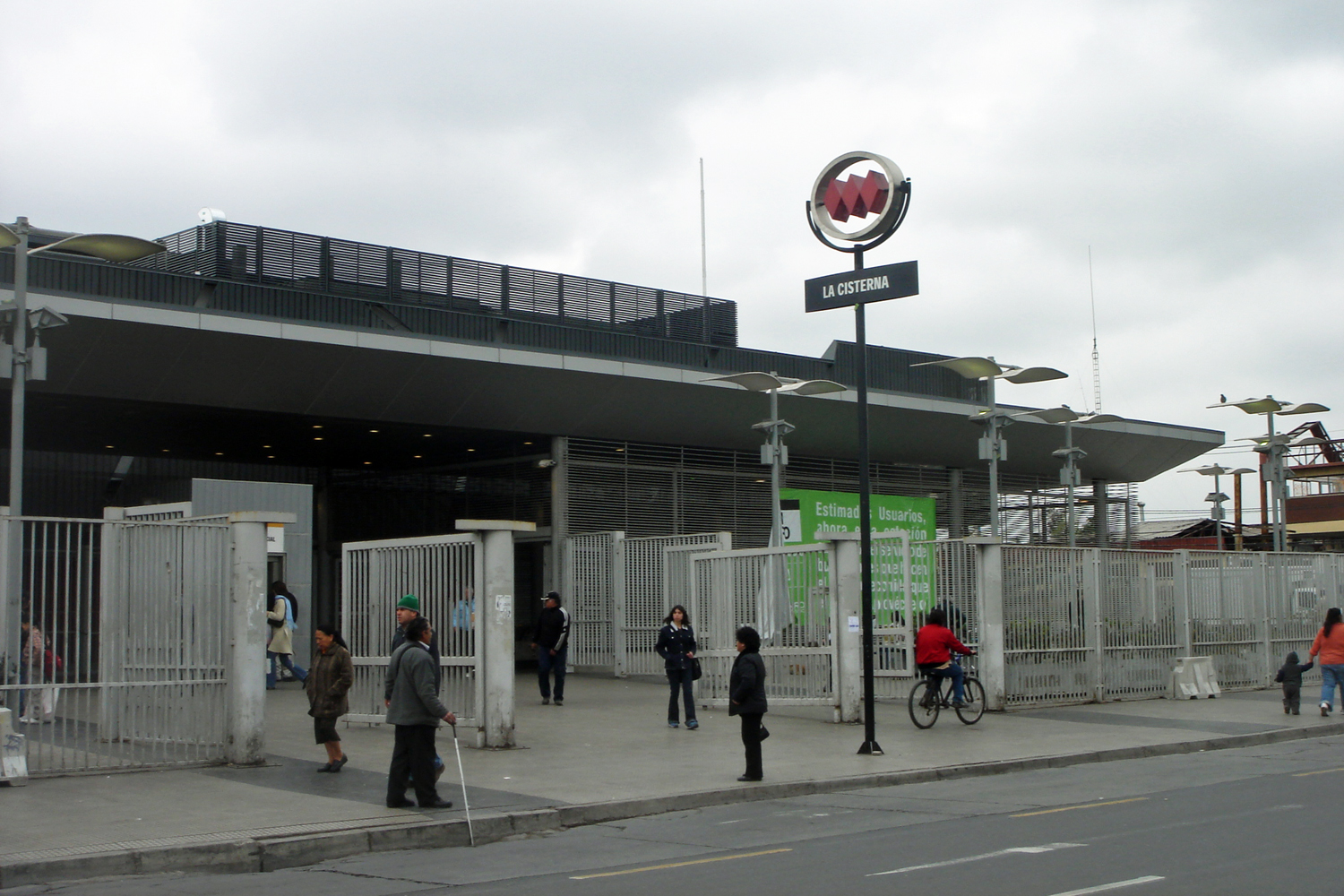

拉西斯特納（西班牙語：La Cisterna），是智利的城鎮，位於該國中部聖地亞哥首都大區的聖地亞哥省，始建於1925年5月30日，面積10平方公里，海拔高度575米，2012年人口80,910人，人口密度每平方公里8,511.80人。